# عشرون ألف فرسخ تحت الماء
عشرون ألف فرسخ تحت الماء (بالفرنسية: Vingt mille lieues sous les mers)، (بالإنجليزية: Twenty Thousand Leagues Under the Sea). إحدى الروايات التي قام جول فيرن بتأليفها، ونُشرت عام 1869.

## أحداث الرواية
كانت السفن التجارية تختفي في عرض المحيطات، أو تتحطم وتغرق، لايعرف أحد سبب ذلك. تبين أن وحشاً بحرياً لا مثيل له وراء هذه الجرائم وتنطلق إحدى السفن الحربية لمطاردته عبر فرقاطة تدعى أبراهام لنكولن تكتشف أنه ليس وحشا بحريا إنما غواصة جبارة اسمها النوتيلوس ويتعلق بها نيد والبروفيسير بطلا القصة ويقرر قائد الغواصة الكابتن نيمو ان يحتجزهما إلى الابد ويعاملهما معاملة طيبة وودودة كان ذلك مفيدا للبروفيسور حيث إنه سيرى عجائب المحيطات اما بالنسبة لنيد فقد كان يريد الهرب وفي النهاية يقرر نيد والبروفيسير الهرب ويخططان لذلك وتبدا رحلة الهرب من النوتيلوس

## فصول الرواية
1. وحش أم رجل؟ همممم؟
2. البحث عن الحيوان المفترس
3. غرق وإنقاذ
4. غريبان
5. الغواصة نوتيلوس
6. انطلاق المغامرة
7. نزهة على الأقدام
8. بضعة أيام فوق الأرض
9. مقبرة آمنة
10. كنوز البحار
11. خطة هروب
12. ظواهر غريبة
13. الهروب
14. نزعة تحت المطر
15. منجم الفحم
16. المطاردة
17. القطب الجنوبي
18. جنوح الغواصة
19. إمدادات الهواء
20. الهروب الأخير [2]

- الأستاذ أرونكس مختص في الحيوانات البحرية
- كونسيل (خادم السيد أرونكس)
- نيد لاند يعمل رماح في الفرقاطة

## روابط خارجية
- عشرون ألف فرسخ تحت الماء على موقع الموسوعة البريطانية (الإنجليزية)